# Palazzo Du Mesnil

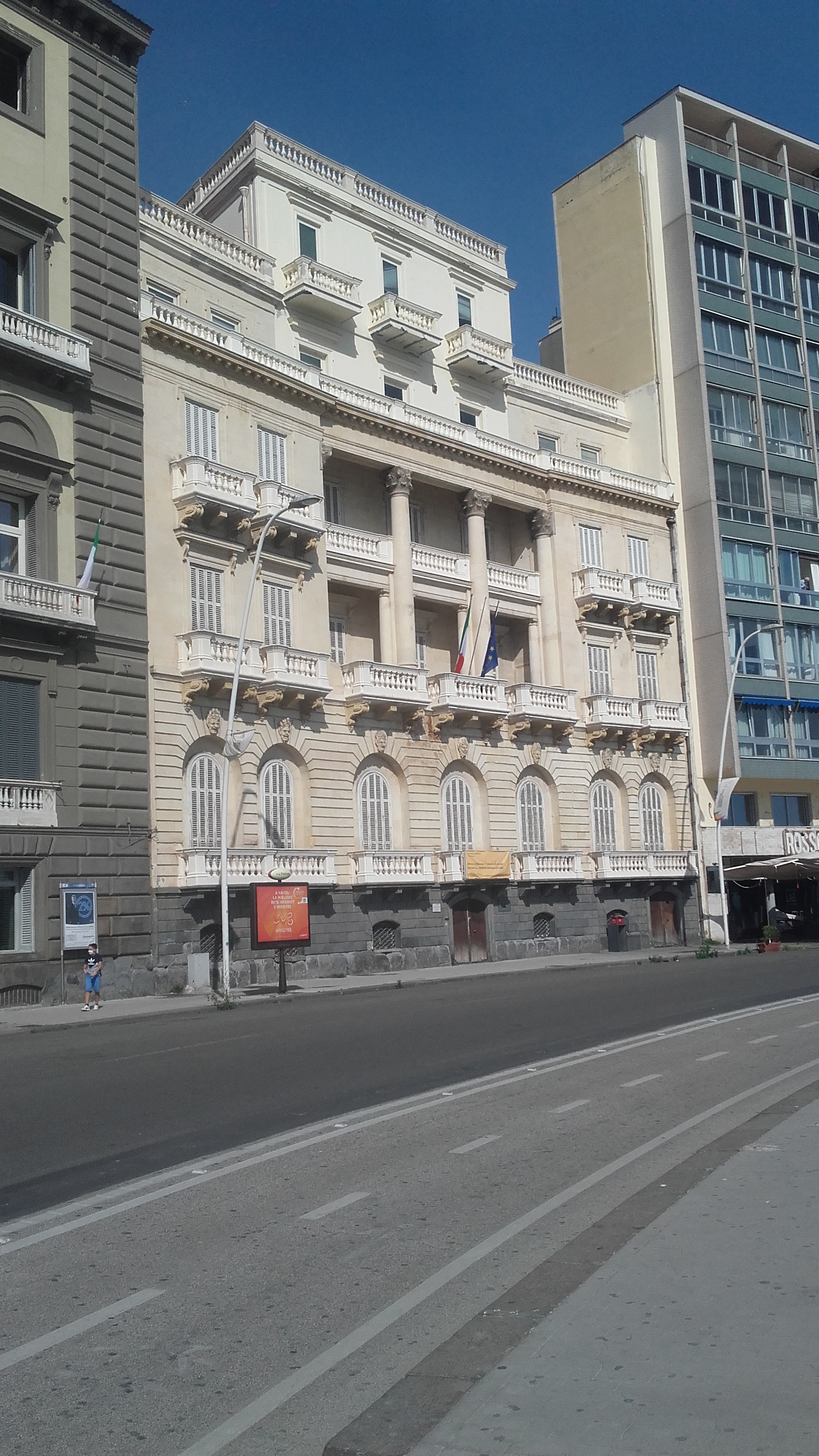
Palazzo Du Mesnil in Neapel: Fassade zur Via Partenope.

Der Palazzo Du Mesnil ist ein Palast aus den 1870er-Jahren im Viertel San Ferdinando in Neapel in der italienischen Region Kampanien. Er liegt in der Via Chiatamone, 61; der Nebeneingang liegt in der Via Partenope, 10. Es war einer der letzten in Neapel, der nicht als Wohnblock, sondern als Repräsentationspalast einer einzelnen Familie errichtet wurde.

## Geschichte und Beschreibung
Das Gebäude wurde vom französischen Architekten Alexis Arrougé im Auftrag zweier Brüder einer Baronsfamilie belgischen Ursprungs, Herman und Oscar du Mesnil, projektiert und nach den Bauherren benannt. Die Gebrüder Du Mesnil, Unternehmer und Stadtentwickler, realisierten für die Stadt Neapel die Ableitung der Flut ins Meer, was das Festland der Stadt von Mergellina bis zum heutigen Borgo Santa Lucia erweiterte. Im Tausch dafür erhielten sie das Recht, ihr neues Land zu bebauen. Der größte Teil der Gebäude, die man heute an der Via Partenope, am Viale Gramsci und an der Via Caracciolo sehen kann, wurden von Oscar du Mesnil projektiert, dem auch dieser Palast zu verdanken ist, der zur verschwenderischen Wohnstatt der Familie wurde. Der in den 1870er-Jahren errichtete Palast war anfangs auf das Erdgeschoss und zwei Obergeschosse beschränkt; am Anfang des 20. Jahrhunderts wurden die beiden anderen Geschosse aufgebaut, die in Design und Material der ursprünglichen Fassade angepasst wurden.
Die Universität Neapel L’Orientale war auf der Suche nach neuen Räumlichkeiten für ihre Institute und kaufte das Gebäude im Jahre 2000. Dorthin wurden dann die Räume des Rektorats verlegt, wobei die anderen Säle für Repräsentationszwecke ausgestattet wurden. Im Palazzo Du Mesnil finden heute die Zeremonien zur Verleihung der Ehrendoktorwürde der Universität L’Orientale statt und es sind der akademische Senat und der Verwaltungsrat dort untergebracht. Außerdem befindet sich dort das historische Archiv des Ateneo-Instituts, das einmal zur Bibliothek werden soll.
Die Innenräume von bemerkenswerte Raffinesse wurden 1989 unter die Verwaltung der Soprintendenza per i Beni Artistici gestellt. In vielen Sälen sind wertvolle Kassettendecken und Fresken erhalten (letztere realisiert von Paolo Vetri und Joseph Mazerolle). 2008 wurde die Restaurierung der Fassade zur Via Partenope fertiggestellt, die aus Sicherheitsgründen notwendig waren, da Steine herunterfielen.
2012 wurde das Museo Orientale Umberto Scerrato eingeweiht, das das gesamte Erdgeschoss des Palastes belegt.